# Gare de Pietralba
Gare de Pietralba vasútállomás Franciaországban, Castifao településen.

## Vasútvonalak
Az állomást az alábbi vasútvonalak érintik:
- Ponte-Leccia-Calvi-vasútvonal

## Kapcsolódó állomások
A vasútállomáshoz az alábbi állomások vannak a legközelebb:
- Gare de Ponte-Leccia
- Gare de Novella